# Anton van Duinkerken
Wilhelmus Johannes Maria Antonius (Willem) Asselbergs, beter bekend onder zijn pseudoniem Anton van Duinkerken (Bergen op Zoom, 2 januari 1903 – Nijmegen, 27 juli 1968) was een Nederlandse dichter, essayist, hoogleraar, redenaar en literatuurhistoricus. In 1960 ontving hij de Constantijn Huygens-prijs en zes jaar later de P.C. Hooft-prijs.

## Biografie
Op negenjarige leeftijd ging Asselbergs naar het internaat Huize Ruwenberg te Sint-Michielsgestel, waar Frans de voertaal was. Op zijn twaalfde ging hij naar De Ypelaar, een klein-seminarie in het bisdom Breda.
Op het grootseminarie begon hij met schrijven, maar kennelijk beviel dit de rector niet, want hij kreeg een schrijfverbod opgelegd. Schrijven was voor hem echter wezenlijk en dermate belangrijk dat hij in een crisis geraakte. Vlak voor zijn priesterwijding verliet Asselbergs gebroken het seminarie.
In 1929 verhuisde hij van Bergen op Zoom naar Amsterdam. In de jaren dertig en veertig schreef Van Duinkerken (zoals hij zichzelf voortaan noemde) voor het katholieke dagblad De Tijd. Hij werd aanvoerder van de katholieke jongeren die zich verenigd hadden rond het letterkundig tijdschrift De Gemeenschap. Van Duinkerken werd in die tijd ook bekend door zijn pennenstrijd met Menno ter Braak over geloof en rede, alsmede door zijn radicale afwijzing van het nationaalsocialisme ('Ballade van den katholiek').
Evenals Simon Vestdijk en een aantal andere vooraanstaande Nederlanders die door de Duitse bezetter wegens hun invloed als gevaarlijk werden beschouwd, werd hij gegijzeld in het kamp Sint-Michielsgestel. Hij verbleef er in 1942 bijna acht maanden.
Vanaf 1952 tot aan zijn dood was hij hoogleraar Nederlandse Letterkunde aan de Katholieke Universiteit Nijmegen. Daarvoor moest hij zijn lidmaatschap van de Partij van de Arbeid opgeven. Hij manifesteerde zich aan de universiteit ook als bestuurder; in 1964-1965 was hij rector magnificus.
De manier waarop Van Duinkerken zijn laatste ziekbed verdroeg heeft volgens Michel van der Plas ('In de kou') op velen die hem bezochten indruk gemaakt, deels door zijn mildheid en religieus gefundeerd optimisme, deels ook door de afschuwelijke pijn die hij welbewust doorstond, onder andere ten overstaan van Jan Engelman.
Hij was gehuwd met Leonie Judith Anna Arnolds en vader van kunsthistoricus Fons Asselbergs en schilder Gustave Asselbergs. Anton van Duinkerken is een oudoom van schrijfster Hanna Bervoets.

## Stijl
Van Duinkerkens poëzie heeft een traditionele vorm, een soms vertellende, soms betogende, altijd inhoudelijk gedachtenrijke zo niet overladen stijl, met daaronder een sterke, warme, soms wat melancholische gevoelstoon. Zijn proza, dikwijls essayistisch van aard, kenmerkt zich door een krachtige retorische stijl, een zekere breedvoerigheid en buitengewone eruditie.

## Erkenning

### Eredoctoraat
- 1937 - Katholieke Universiteit Leuven, voor zijn werk als letterkundige.[5]

### Prijzen

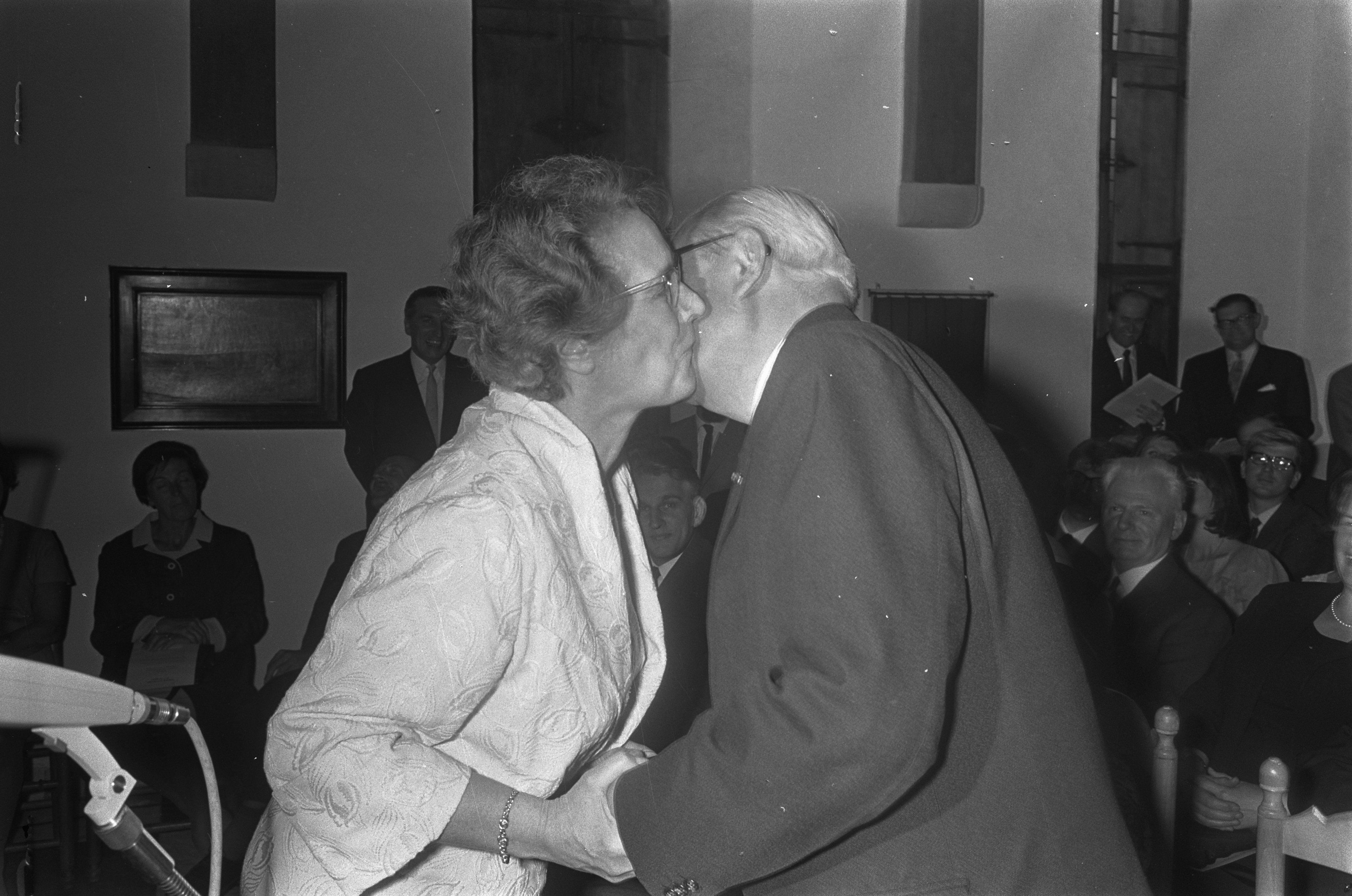
Kus van Marga Klompé bij de uitreiking van de P.C. Hooft-prijs 1966

- 1933 - C.W. van der Hoogtprijs voor Dichters der contra-Reformatie
- 1957 - Provinciale prijs voor schone kunsten voor 'Brabantse herinneringen', verschenen in het maandblad Roeping
- 1960 - Constantijn Huygens-prijs
- 1966 - P.C. Hooft-prijs voor zijn gehele oeuvre.
- 1968 - Literatuurprijs van de gemeente Hilvarenbeek voor zijn Nijmeegse Colleges

### Vernoemingen
- In Bergen op Zoom zijn een park en een basisschool vernoemd naar Anton van Duinkerken.
- Tot 1977 was in Nijmegen een basisschool naar hem vernoemd.
- Van 1971 tot 1995 was in Veldhoven een middelbare school  naar hem vernoemd. Maar het Anton van Duinkerkencollege voor havo en atheneum fuseerde in 1995 met andere Veldhovense scholen, en ging op in het Sondervick College.

## Bibliografie

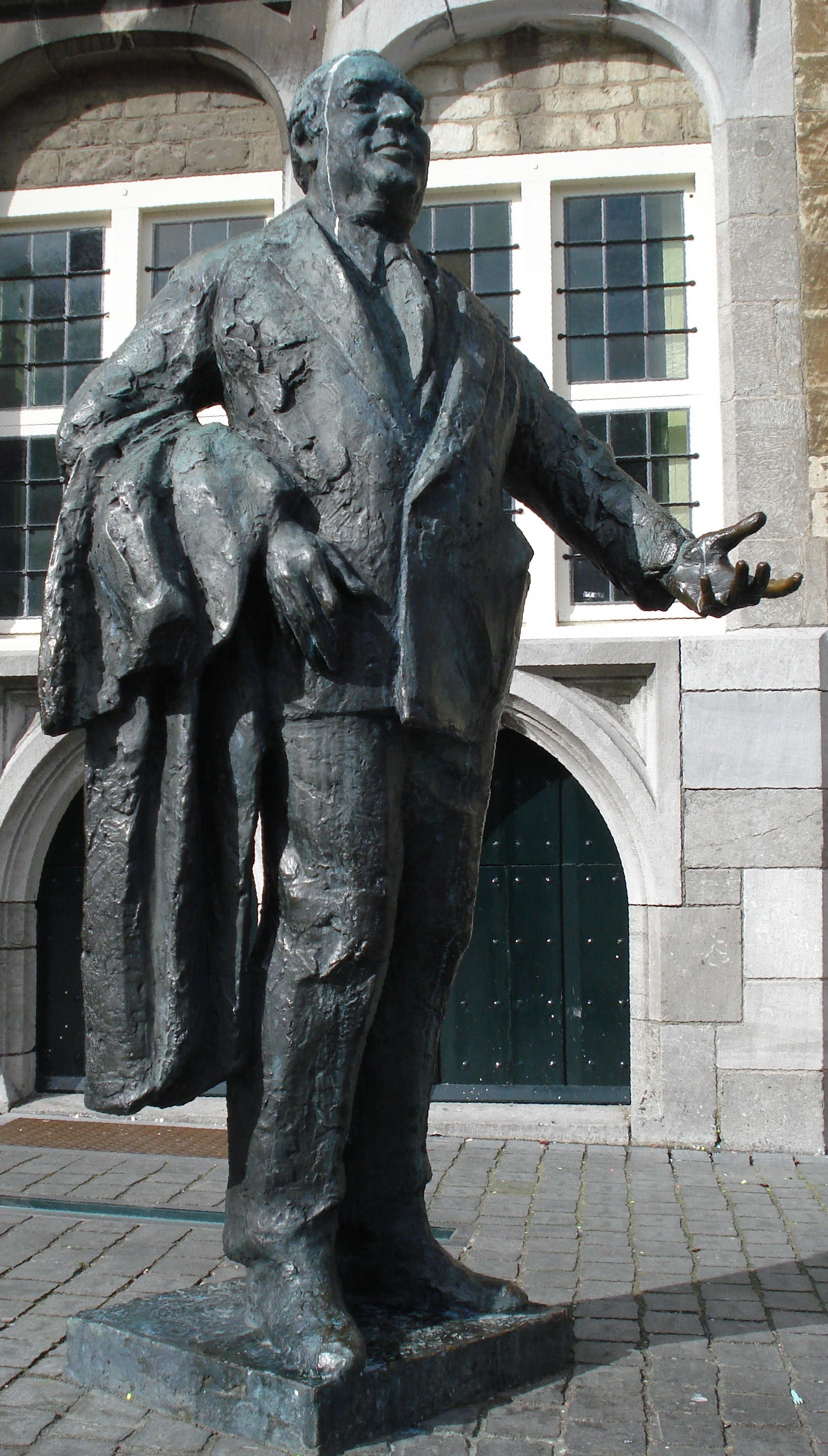
Standbeeld Anton van Duinkerken in zijn geboorteplaats Bergen op Zoom

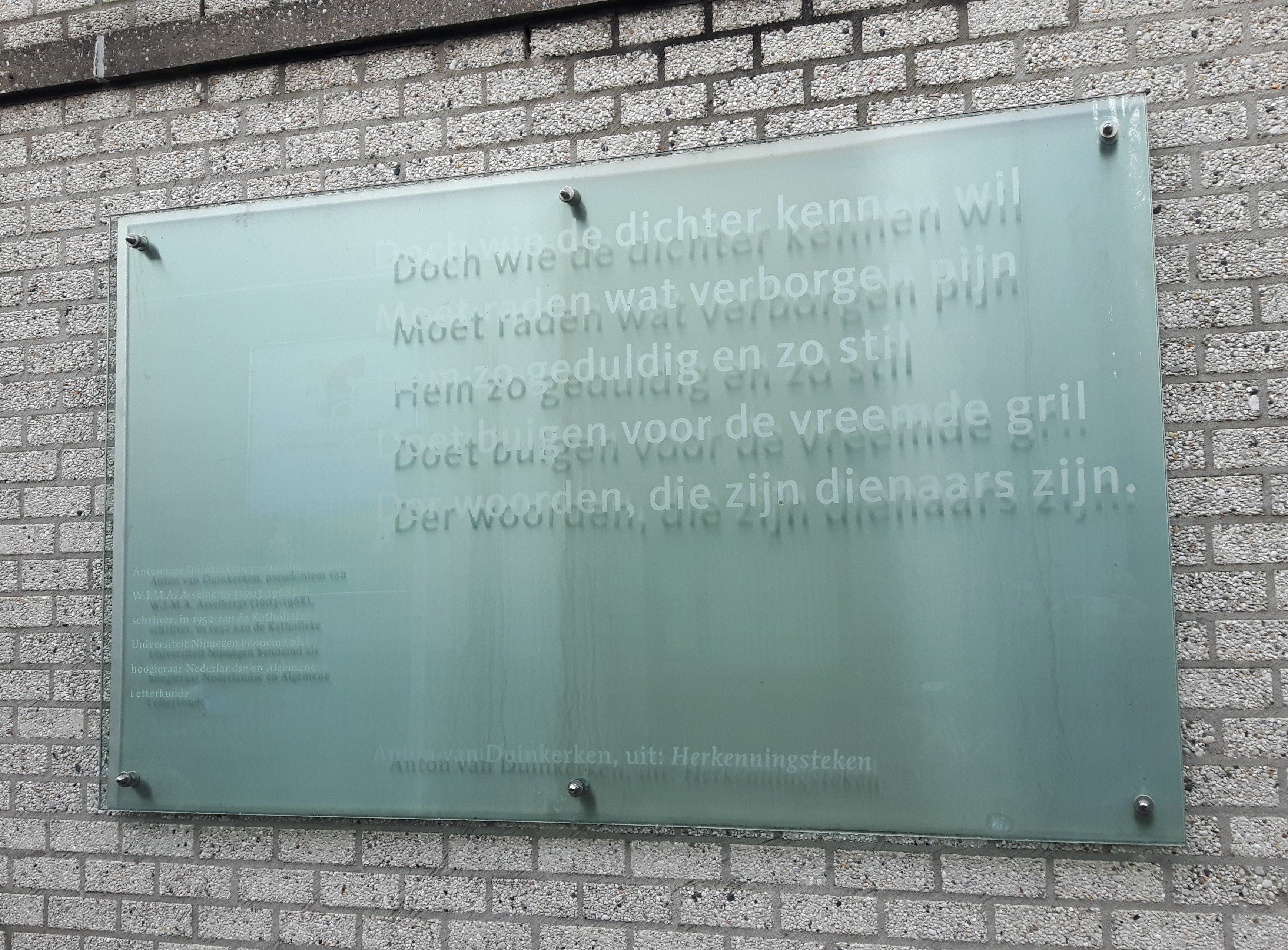
'Doch wie de dichter kennen wil' uit 'Herkenningsteken' door Anton van Duinkerken, Pieter Bondamplein, Nijmegen

## Vertalingen
- 1928 - De kreet van Abels bloed van Ernest Hello; bloemlezing, samengesteld en uit het Frans vertaald door Anton van Duinkerken
- 1929 - Paapse stoutigheden. Essays en novellen van Sigrid Undset; verzameld en vertaald uit het Noors door Anton van Duinkerken
- 1930 - Verhandeling over de liefde tot God. Vert. van: De dilligendo Deo van Sint Bernard
- 1936 - Het Christendom bedreigd door rassenwaan en Jodenhaat. Een internationaal protest. Vert. van: Die Gefährdung des Christentums, 1935. Vertaling uit het Duits van Anton van Duinkerken
- 1938 - Verweerschrift; Brief in den regen van Bernardus van Clairvaux; ingel. en vert. door Anton van Duinkerken
- 1943 - St. Bernard, vert. uit het Latijn en ingel. door Anton van Duinkerken
- 1946 - Odysseus hartsgeheim. Vert. van: Le mystère d'Ulysse van Charles Maurras, 1923 ; vert. uit het Frans door Anton van Duinkerken
- 1946 (= 1949) - Mariapreeken van Bernardus; ingel. en vert. uit het Fransch door Anton van Duinkerken

## Over Anton van Duinkerken
- Overzichtsartikel door Michiel van Kempen, 'Anton van Duinkerken.' In: Kritisch Literatuur Lexicon, afl. 57, mei 1995. (biografie, beschouwing, uitvoerige primaire en secundaire bibliografie)
- Theo Kroon,  Anton van Duinkerken. Zutphen: Terra, (1983)
- André Roes,  'Een schaduw die verschuift; Leven en werk van de jonge Anton van Duinkerken. Baarn: AMBO, 1984.
- Michel van der Plas, Daarom, mijnheer, noem ik mij katholiek; Biografie van Anton van Duinkerken (1903-1968). Amsterdam/Tielt: Anthos/Lannoo, 2000.
- Maria Elisabeth Polman, De keerzijde van het leven; Anton van Duinkerken als literatuurcriticus bij De Tijd (1927-1952). Nijmegen: Valkhof Pers, 2000.
- Mariëlle Polman (red.), Anton van Duinkerken; een veelomvattend mens. Tilburg: Stichting Zuidelijk Historisch Contact Tilburg, 2003.
- Jeroen Brouwers, Verguld met deze Cappa. Den Haag: Statenhofpers, 2019.
- Div. auteurs, Herinneringen aan Anton van Duinkerken. Bergen op Zoom: Boekhandel Van der Kreek, 2003.